# Flovilla
Flovilla – miasto w Stanach Zjednoczonych, w stanie Georgia, w hrabstwie Butts.